# LIBOR
LIBOR (în engleză London Interbank Offered Rate) reprezintă rata dobânzii practicată pe piața londoneză de către băncile de prim rang care oferă fonduri, respectiv, rata dobânzii pe care o percepe pentru acordarea de împrumuturi bănești.
LIBOR se calculează ca medie aritmetică a ratelor de dobândă practicate de principalele bănci pentru 5 valute (lire sterline, euro, dolari SUA, franci elvețieni, yeni japonezi), având 7 scadențe diferite (overnight, o lună, trei luni, etc.). 
Libor este calculat și publicat de către ICE LIBOR după ora 11:00 ora Londrei GTM (în general în jurul orei 11:45) în fiecare zi.